# Glenea ochreovittata
Glenea ochreovittata é uma espécie de escaravelho da família Cerambycidae. Foi descrita por Stephan von Breuning em 1950.  É conhecida a sua existência no Bornéu.